# Poa cenisia
Espèce
Statut de conservation UICN

 LC  : Préoccupation mineure
Poa cenisia est une espèce de plantes de montagne de la famille des Poaceae.

## Systématique
Le nom correct complet (avec auteur) de ce taxon est Poa cenisia All..
Ce taxon porte en français les noms vernaculaires ou normalisés suivants : Paturin du Mont Cenis, Pâturin du Mont Cenis,,, pâturin à feuilles distiques.
Poa cenisia a pour synonymes :
- Brachypodium cenisium (All.) P.Beauv.
- Poa canina Trin.
- Poa cenisia subsp. contracta Nyár.
- Poa cenisia subsp. dolosia (Boiss. & Heldr.) K.Richt.
- Poa cenisia subsp. fontqueri (Braun-Blanq.) Rivas Mart., Fern.Gonz. & Sánchez Mata
- Poa cenisia subsp. pallens Asch. & Graebn.
- Poa cenisia var. coarctata (Host) Neilr.
- Poa cenisia var. diffusa (Host) Neilr.
- Poa cenisia var. distichophylla (Gaudin) Fr.
- Poa cenisia var. flexuosa Hartm.
- Poa cenisia var. fontqueri (Braun-Blanq.) Portal
- Poa cenisia var. halleri Rchb.
- Poa cenisia var. halleridis (Roem. & Schult.) Heynh.
- Poa cenisia var. pallescens W.D.J.Koch
- Poa cenisia var. pallida Schur
- Poa contracta Nyár.
- Poa distichophylla Gaudin
- Poa flexuosa Host, 1801
- Poa flexuosa Schleich.
- Poa flexuosa Schleich. ex Gaudin
- Poa fontqueri Braun-Blanq.
- Poa halleridis Roem. & Schult.
- Poa lepusnica Nyár.
- Poa minor Salzm.
- Poa minor Salzm. ex Trin.
- Poa ophiolithica H.Scholz
- Poa oreophila Boiss. & Heldr.
- Poa pallens Haller f.
- Poa pallens Haller f. ex Gaudin
- Poa pallescens W.D.J.Koch
- Poa psychrophila Boiss. & Heldr.